# Franz Stourzh
Franz Stourzh (26. dubna 1841 Vídeň – 27. listopadu 1900 Vídeň) byl rakouský právník a politik německé národnosti, v 2. polovině 19. století poslanec Říšské rady z Dolních Rakous.

## Biografie
Působil jako advokát ve Vídni.
Zasedal taky jako poslanec Říšské rady (celostátního parlamentu Předlitavska), kam nastoupil v doplňovacích volbách roku 1882 za kurii městskou v Dolních Rakousích, obvod Vídeň, VIII. okres. Slib slož. 5. prosince 1882. Ve volebním období 1879–1885 se uvádí jako šlechtic Dr. Franz Stourzh, advokát, bytem Vídeň.
Profiloval se jako německý liberál (tzv. Ústavní strana). Po svém zvolení do Říšské rady usedl do nově utvořeného poslaneckého klubu Sjednocené německé levice, do kterého se spojilo několik ústavověrných politických proudů. Kandidoval i ve volbách roku 1885, ale porazil ho Ferdinand Kronawetter.
Zemřel v listopadu 1900.
Jeho bratrem byl prezident krajského soudu v Korneuburgu Alois Stourzh.